# Condon
Condon – miasto w amerykańskim stanie Oregon, siedziba administracyjna hrabstwa Gilliam.